# Mark Ferguson
Mark Ferguson (Sydney, 28 febbraio 1961) è un attore e conduttore televisivo australiano, residente in Nuova Zelanda.

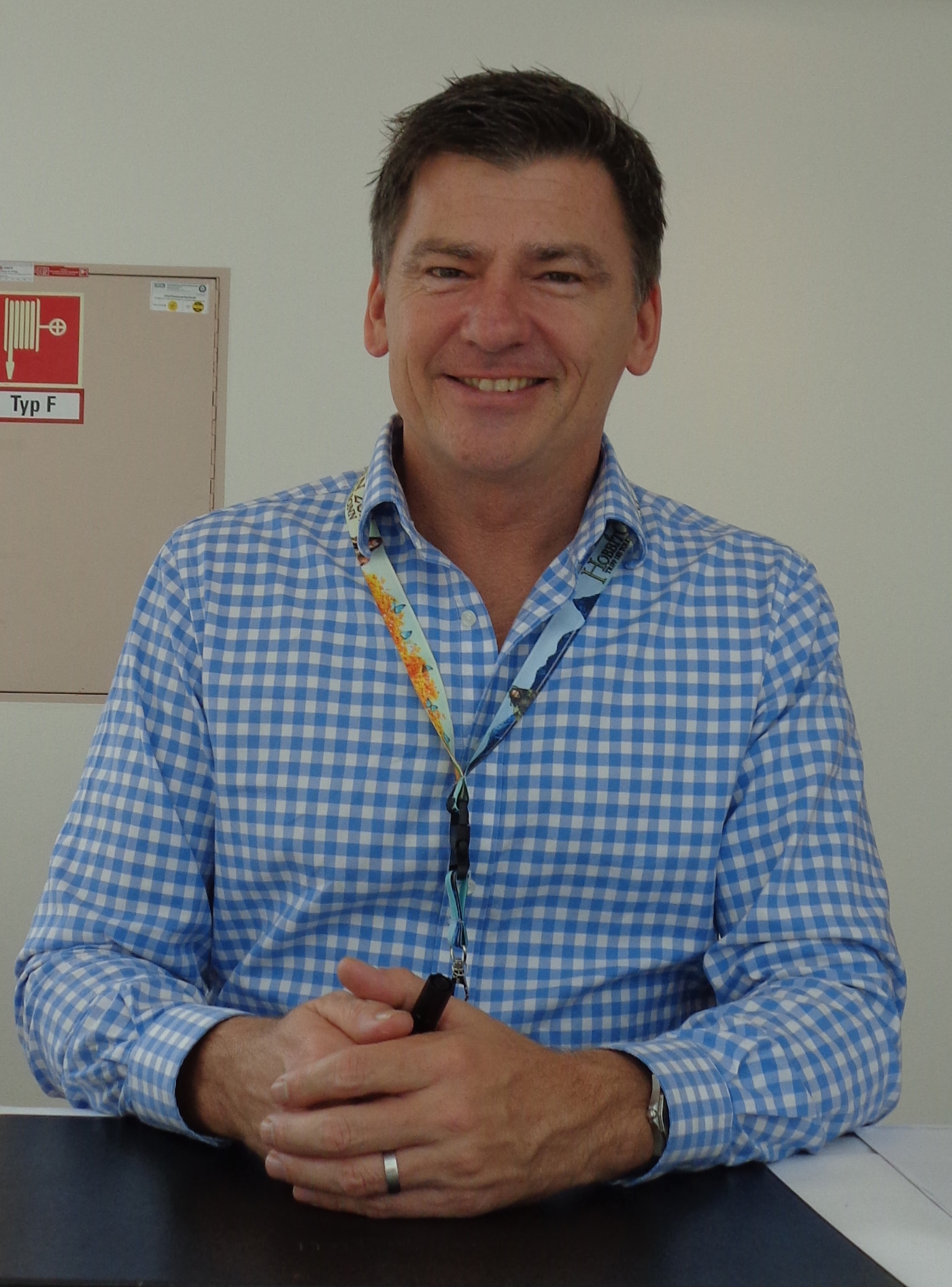
Ferguson fotografato al convegno Hobbitcon III a Bonn, in Germania, il 6 aprile 2015.

Di ascendenza scozzese (Ferguson è il nome di un clan scozzese), ha frequentato il National Institute of Dramatic Art (NIDA) di Sydney dove si è laureato nel 1981 e, già dall'anno successivo, ha interpretato Paul Shepard nella serie televisiva australiana di successo Sons and Daughters (a partire dall'episodio n. 112), cui si rifà la soap opera italiana Cuori rubati. Ha poi recitato con Michael York nel film televisivo The Far Country (1988) e ha impersonato il detective Neil Morris in The Sinking of the Rainbow Warrior (1993).

## Filmografia
- Sons and Daughters - soap opera, 210 episodi (1982-1984)
- Il Signore degli Anelli - La Compagnia dell'Anello, regia di Peter Jackson (2001)